# Radikal 102
Radikal 102 mit der Bedeutung „Reisfeld“ ist eines von 23 der 214 traditionellen Radikale der chinesischen Schrift, die mit fünf Strichen geschrieben werden.
Es gibt mehrere Varianten des Radikals, die auch andere Bedeutungen haben können.
Mit 49 Zeichenverbindungen in Mathews’ Chinese-English Dictionary gibt es relativ viele Schriftzeichen, die unter diesem Radikal im Lexikon zu finden sind.
Das Radikal „Feld“ nimmt nur in der Langzeichen-Liste traditioneller Radikale, die aus 214 Radikalen besteht, die 102. Position ein. In modernen Kurzzeichen-Wörterbüchern kann es sich an ganz anderer Stelle finden. Im Neuen chinesisch-deutschen Wörterbuch aus der Volksrepublik China steht es zum Beispiel an 142. Stelle.
Das Schriftzeichen entwickelte sich aus der bildlichen Darstellung eines Reisfeldes von oben gesehen, umgrenzt von kleinen Dämmen, welche die bewässerten Beete abteilen und den Bauern als Feldweg dienen. In allen Schreibformen von den Orakelknochen über die Bronzeschrift und Siegelschrift bis zur Kanzleischrift und der heute gebräuchlichen Normalschrift ein fast unverändert gebliebenes Zeichen.
Reis wird vom Radikal 119 米 dargestellt.
Die von diesem Radikal als Sinnträger regierten Zeichen gehören in die Landwirtschaft wie zum Beispiel 亩 (mu = Flächenmaß), 町 (ting = Feldgrenze), 甸 (dian = Gebiet außerhalb einer Grenze).
Das Zeichen für Mann 男 (nan) ist die Kombination von Feld (田 tian) und Kraft (力 li), beschreibt also jemanden, der körperlich, mit Krafteinsatz auf dem Feld arbeitet. Auch in 畜 (= Vieh) und 略 (lü = knapp, kurz, ursprünglich jedoch: Boden verwalten) tritt das Feld als Sinnträger auf.
田 (tian) kann jedoch auch Lautträger sein wie zum Beispiel in 钿 (tian Münze, Geld), 畋 (tian auf die Jagd gehen).
Die Kopf-Komponente der Zeichen 畏 (wei = fürchten) und 禺 (yu = Affe in klassischen Schriften) ist aus einer ähnlichen Komponente hervorgegangen. 田 (tian) in 胃 (wei = Magen) ist aus einem Bild entstanden, das Speisen in einem Magen zeigt und hat ebenfalls mit dem Feld nichts zu tun. Das gilt auch für 番 (fen = ein Zählwort), das ursprünglich die Klauen eines wilden Tieres bezeichnete. Der Kopfteil des Zeichens war ein 爪 (zhua = Klaue) mit der Handfläche 掌 (zhang) darunter.

## Schriftzeichenverbindungen, die vom Radikal 102 regiert werden
| Striche | Zeichen                                   |
| ------- | ----------------------------------------- |
| +0      | 田 由 甲 申 甴 电                         |
| +01     | 甶                                        |
| +02     | 男 甸 甹 町 甼                            |
| +03     | 画 甽 甾 甿 畀 畁 畂 畃 畄 畅             |
| +04     | 畆 畇 畈 畉 畊 畋 界 畍 畎 畏 畐 畑 畒 畓 |
| +05     | 畔 畕 畖 畗 畘 留 畚 畛 畜 畝 畞 畟 畠    |
| +06     | 畡 畢 畣 畤 略 畦 畧 畨 畩 異             |
| +07     | 番 畫 畬 畭 畮 畯 畱 畲 畳 畴             |
| +08     | 畵 當 畷 畸 畹 畺                         |
| +09     | 畻 畼 畽                                  |
| +10     | 畾 畿                                     |
| +11     | 疀 疁 疂                                  |
| +12     | 疃 疄                                     |
| +13     | 疅                                        |
| +14     | 疆 疇                                     |
| +15     | 疈                                        |
| +17     | 疉 疊                                     |

 Im Unicodeblock Kangxi-Radikale ist das Radikal 102 unter der Codepointnummer 12.133 (U+2F65) codiert.